# Datu Patinggi Ali
Datu Patinggi Kaim Abang Ali (Sumatra, 1785 ca. – Sarawak, 1844) è stato principe di Sumatra e Giava, capo delle popolazioni malesi in Sarawak che (per breve tempo) rovesciò il sultano Saifuddin II.
È famoso per aver comandato una vasta ribellione al governo dei Brunei durante il regno dei Raja Indera Mahkota e Muda Hashim.
Sconfitto nel 1841, accettò di unirsi al nuovo Raja James Brooke come guerriero e lo servì fino alla morte. È tuttora considerato il primo eroe nazionale di Sarawak.

## Biografia
Datu Patinggi Ali, nato Kaim Abang Ali, era nipote di re Datu Patinggi Undi, conosciuto come "Raja Jarom", della nobile casata dei Minangkabau. Era questa la famiglia regnante di Sumatra, la più importante regione del sultanato di Aceh (in cui ormai il sultano aveva solo un ruolo onorifico). Da notare che “Datu” era il prefisso indonesiano per indicare un sovrano, simile a “Ratu” e “Raja”, mentre in Brunei designava un generico governatore locale.
Esiste anche una versione alternativa riguardo alle origini paterne di questo nobile. Si dice in alcune fonti che fosse il figlio, e non il nipote, di Berakir Abang Syahir, intitolato "Raja Jarom", che si era stabilito da Giava a Sarawak, sulla foce del Samarahan, diventando un Datu. Si tende di norma a sminuire questa tesi dal momento che un antenato di Abang Ali, Raja Jarum Nama, era stato il primo Datu Patinggi di Sarawak già dal XVII secolo, posto al comando dal sultano Tengah in persona. Abang Ali avrebbe dunque incontrato, durante la sua emigrazione, proprio i discendenti di questo antenato, i Malesi di Sarawak, di cui era diventato il capo, ma non era sicuramente nato in quel luogo.
Primo di sette figli, Patinggi aveva per madre la figlia di re Datu Undi, Kaim Patinggi Betong, e per padre il principe regnante di Giava, Abu Mofakhir Muhammad Aliuddin I. Questo fece di lui l’erede di due regioni chiave, destinato dunque a diventare due volte Raja.
Verso la fine degli anni Venti, tuttavia, un colpo di stato rovesciò la sua famiglia, costringendolo a fuggire con parte del suo popolo in Sarawak, regione del sultanato dei Brunei. Si stabilì con la sua gente sul fiume Samarahan nel 1831, per poi occupare anche la provincia di Sadong negli anni successivi. Lì divenne ufficialmente il capo dei Malesi di Sarawak nonché una delle figure più importanti nel governo della regione stessa, insieme a suo fratello che era emigrato in Kalaka. Ottenne la gestione di Sadong e del Samarahan nel 1834, diventando il governatore (Datu) di quelle regioni: la sua autorità rispondeva soltanto a quella del Cheteria, il viceré di Sarawak nominato dai Brunei. Molte cronache dell’epoca si riferiscono a lui come “il capo di Sarawak” o il "secondo uomo di Sarawak", tanta era la sua influenza.
Il vero signore della regione, tuttavia, era Raja Pengiran Indera Mahkota, discendente dei sultani di Brunei e Sambas e governatore (Cheteria) di Sarawak. Questi, definito dalle cronache un “tiranno” e un “uomo duro”, amministrava il territorio in modo spietato e feroce, costringendo i nativi a lavori forzati per estrarre l’antimonio dalle miniere che egli stesso aveva acquistato a un prezzo di favore, e inoltre rifiutava il pagamento delle tasse al sultanato dei Brunei. Fu questa politica schiavista a far scoppiare, nel 1837-8 (o forse 1835), la ribellione dei Malesi di Sarawak di Patinggi e dei Daiacchi, che in breve tempo si estese a tal punto da scacciare il sultano dalla Città del Brunei, mettendone in pericolo la leadership.
Una simile espansione fu favorita dal fatto che l'esercito del Brunei era impreparato e pronto ad affrontare la minaccia, e che Mahkota aveva aspettato troppo tempo per intervenire, salvo poi farlo senza successo. Per fronteggiare il pericolo Saifuddin II aveva anche messo in campo di chiedere aiuto al sultanato di Sambas, sotto protettorato olandese, che disponeva di un potente esercito; tuttavia, questo significava cedere Sarawak all'Olanda e dunque avere vicino un potenziale colonizzatore. Si finì così per puntare su un uomo britannico, James Brooke, per sedare la minaccia, ma questi tirò la questione per le lunghe, ritardando di tre anni.
"Mahkota grew overwhelmed with his efforts to put down the revolt. (...) A strong and though response was necessary. (...) Saifuddin looked for an outer help. (...) One idea was to sell Sarawak governing rights to the sultan of Sambas, a relative of Mahkota in the southern Borneo with a vested interest in antimony mining and a formidable private army. (...) At the end he chose to ask the help of an English explorer: Sir James Brooke, to keep the control of Sarawak. (...) Brooke wanted to know the fabled Borneo and had met on his way several castaways saved by Raja Muda Hashim, who gave them ships to reach Singapore. He was known for having saved the life of wrecked mariners several times."
Patinggi inoltre fu favorito nella sua azione non solo dal grande appoggio del popolo e della nobiltà, ma anche dalla mancata azione delle autorità competenti, con Sarawak spaccato in due tra il governo di Raja Indera Mahkota e quello di Raja Muda Hashim, Primo Ministro (Bandahara) ed emissario del sultano. Va però specificato che, secondo alcune fonti, erano in corso ribellioni di minoranze cinesi e Daiacchi fin da prima che Patinggi iniziasse la propria, e dunque il governo del Brunei rischiava di perdere il proprio potere su Sarawak e sugli altri Stati già da metà del 1830. Addirittura alcune cronache sostengono che fosse stato il sultano di Sambas, in accordo con Mahkota e gli Olandesi, a sobillare le etnie malesi e i Datus contro il Brunei, per poi ottenere Sarawak in virtù di un antico possesso; comunque fosse andata, ogni tentativo fallì.
La rivolta aumentò dunque in estensione negli anni seguenti, malgrado i tentativi di arginarla da parte di Raja Hashim. Alla già consistente armata di Datu Patinggi e dei Daiacchi si unì presto una grande forza anti-Brunei proveniente da Bidayuh, ingrossandone le file. Inoltre è probabile che il sultano di Sambas, all'epoca Omar Aqamaddin III, fornisse polvere da sparo e beni di prima necessità ai rivoltosi per aiutarli.
Alla fine, tuttavia, l’intervento delle forze inglesi e dell’Esercito Britannico Cinese sotto il comando di James Brooke (il celebre avventuriero anglo-indiano) ebbero la meglio sugli insorti, costringendoli a ritirarsi a Kuching nell'aprile 1840. Patinggi dovette arrendersi a Belidah il luglio dello stesso anno. L’anno seguente anche gli ultimi focolai di rivolta furono spenti grazie alla netta superiorità militare inglese.
Quando il 24 settembre 1841 Brooke costrinse Indera Mahkota a cedergli il titolo di Governatore (cosa che il Pengiran accettò sia per le minacce di morte sia per evitare ulteriori carneficine), Patinggi accettò di unirsi al nuovo Raja, di cui condivideva lo spirito di avventura e gli ideali. Brooke concesse ai Malesi di Sarawak di continuare a risiedere pacificamente nella regione senza essere schiavizzati nelle miniere d’oro e di riconoscere ancora Patinggi come il loro capo; inoltre, i Pengiran del Brunei non li avrebbero più perseguitati. Patinggi, insieme agli altri Datus che si erano opposti a Mahkota, fu ben accolto e integrato nel nuovo regno.
Patinggi servì Sarawak da guerriero per tre anni, in particolare comandò per conto di Raja Brooke una spedizione sul fiume Batang Lupar, incontrando però l’opposizione dei popoli locali. In un agguato, perse la vita insieme a ventinove seguaci dopo aver conquistato sette navi nemiche. La zona fu poi assoggettata da un nuovo contingente ma solo nel 1847, poiché nel frattempo Brooke era impegnato a restaurare la posizione del suo alleato Raja Muda Hashim in Brunei (poi assassinato nel 1846 insieme alla sua famiglia in una congiura).
Suo figlio, Datu Patinggi Abdul Gapur, gli succedette come capo dei Malesi di Sarawak. A lui si ispirerà Syarif Masahor, capo degli Hadhrami di nobile discendenza, che in contemporanea con Rentrap condurrà una ribellione, questa volta contro Brooke, nel 1852. Il colpo di stato tuttavia fallirà.
Di lui si è conservato un ritratto ad olio risalente al 1844, eseguito su commissione dell'amico James Brooke. Inoltre gli è stata intitolata una nave da guerra del 1942, insieme al bastimento Raja Jarom (ovvero il nome di suo padre o nonno).
Datu Patinggi Ali è tuttora considerato il primo eroe nazionale della storia di Sarawak.